# Lujkí (Vladímir)
|  | Per a altres significats, vegeu «Lujkí». |

Lujkí (en rus: Лужки) és un poble de l'óblast de Vladímir, a Rússia, segons el cens del 2010 tenia 5 habitants. Pertany al districte municipal de Mélenki.